# 1992年アルベールビルオリンピックのフィンランド選手団
1992年アルベールビルオリンピックのフィンランド選手団（1992ねんアルベールビルオリンピックのフィンランドせんしゅだん）は、1992年2月8日から2月23日までフランスのサヴォワ県アルベールヴィルで開催された1992年アルベールビルオリンピックのフィンランド選手団、およびその競技結果。

## 概要
今大会は金メダル3個、銀メダル1個、銅メダル3個の計7個のメダルを獲得した。

## メダル
| メダル | 選手名                                                                        | 競技                   | 種目               |
| ------ | ----------------------------------------------------------------------------- | ---------------------- | ------------------ |
| 金     | マリュト・ルッカリネン                                                        | クロスカントリースキー | 女子5kmクラシカル  |
| 金     | トニ・ニエミネン                                                              | スキージャンプ         | 男子ラージヒル     |
| 金     | アリ＝ペッカ・ニッコラ ミカ・ライティネン リスト・ラーコネン トニ・ニエミネン | スキージャンプ         | 男子ラージヒル団体 |
| 銀     | マリュト・ルッカリネン                                                        | クロスカントリースキー | 女子15kmクラシカル |
| 銅     | ハッリ・エロランタ                                                            | バイアスロン           | 男子10km           |
| 銅     | ミカ・クーシスト ハッリ・キルヴェスニエミ ヤリ・レサネン ヤリ・イソメッサ     | クロスカントリースキー | 男子4×10kmリレー   |
| 銅     | トニ・ニエミネン                                                              | スキージャンプ         | 男子ノーマルヒル   |